# Хацкевич, Александр Исакович
Алекса́ндр Иса́кович Хацке́вич (1895—1937) — партийный и государственный деятель БССР и СССР.

## Биография
Родился 28 января 1895 в белорусской крестьянской семье в деревне Новоселки, ныне Новоселковского сельсовета Борисовского района (Беларусь ). Жил он в бедноте, но смог закончить сельскую школу в 1909 (ему тогда было 14 лет). Сначала работал на лесопильном заводе в Борисове подсобным рабочим.
В разгар Первой мировой войны, в 1915 году, его призвали в армию. Там он сблизился с большевиками, в 1917 вступил в большевистскую партию. В тот же год, из-за ранения, был отправлен домой. Среди своих земляков вёл революционную агитацию. После залпа «Авроры» боролся за установление советской власти в Лошницкой волости. Был старшиной волостного революционного комитета.
В период иностранной интервенции Хацкевич организовал подпольную группу, которая проводила диверсии против белогвардейских банд Булак-Балаховича. После изгнания оккупантов Александр влился в мирное строительство. Управлял Борисовской уездной рабоче-сельской инспекцией, был заместителем, старшиной Борисовского уездного районного комитета, и одновременно возглавлял комиссию по борьбе с бандитизмом. Его быстро избрали старшиной Борисовского уездного военкома, стал членом ЦИК БССР, а с 1925 — членом его Президиума.
Александр Исакович часто выступал на страницах газет по разносторонним вопросам советского становления, сам был редактором газеты «Революция и национальность», членом редакционного совета Большого советского атласа мира. 30 декабря 1922 на первом съезде Советов СССР А. И. Хацкевича выбрали членом ЦИК СССР, в составе делегации Белоруссии подписывал декларацию об образовании СССР.
В 1925 году его назначили комиссаром внутренних дел Белоруссии, со следующего года он — постоянный представитель БССР при управлении СССР, через год — секретарь ЦИК БССР. В 1931 возглавил народный комиссариат финансов республики.
За годы своей активной деятельности Хацкевич сделал многое для развития науки, культуры, просвещения. В 1924 году возглавил Комиссию по осуществлению национальной политики ЦИК БССР, которая координировала процесс белорусизации. Также возглавлял комиссию по реорганизации Института белорусской культуры в Белорусскую академию наук.
В 1930-х годах входил в редколлегию журнала «Революция и национальности».
После того как в 1935 его выбрали кандидатом в члены Президиума ЦИК СССР и секретарём Совета Национальностей ЦИК СССР, Александр Исакович переехал в Москву. Избирался в состав редакционной комиссии по созданию Конституции СССР, принятой в 1936, руководил Комиссией амнистии и советского гражданства.
По воспоминаниям его жены Лидии Владимировны, Хацкевич любил оперу «Князь Игорь» и постоянно её напевал.
В 1937 его арестовали как «врага народа» и перевезли в Минск якобы для проведения расследования по делу подпольной антисоветской деятельности.
24 ноября 1937 Военной коллегией Верховного суда СССР Хацкевич А. И. был приговорён к высшей мере наказания — расстрелу и конфискации всего имущества.
Его жену тоже арестовали и судили как члена семьи предателя. Восемь лет она провела в лагерях Мордовии и под Архангельском. В 1946, оказавшись на свободе, сделала запрос о судьбе мужа. Ей сказали что он умер от инфаркта в отдалённых районах СССР 27 февраля 1943.
Реабилитирован 28 апреля 1956 года Военной Коллегией Верховного Суда СССР.

## Память
Одну из улиц Борисова назвали в его честь. На доме, в котором он жил, установлена мемориальная доска. В Борисовском музее находится много материалов про жизнь и революционную деятельность Хацкевича.